# August Johanson
August Johanson (i riksdagen kallad Johanson i Mossebo), född 6 augusti 1839 i Ransbergs socken, Skaraborgs län, död 6 mars 1924 i Skövde, var en svensk hemmansägare och riksdagspolitiker. Han var far till romanisten Johan Melander.
Johanson var hemmansägare i Mossebo i Skaraborgs län. Som riksdagsman var han ledamot av andra kammaren 1900–1911, invald för Vadsbo södra domsagas valkrets i Skaraborgs län.